# Maszturi
Maszturi (Mašturi) az Anatólia nyugati részén elterülő Szeha (az angol nyelvű irodalomban általában Seha River Land, azaz Szeha folyó országa néven) királyság uralkodója volt az i. e. 13. század első felében. Valószínűleg Manapa-Tarhuntasz fia volt, de mindenképp őt követte a kormányzásban. Manapa-Tarhuntasz betegsége halála után II. Muvatallisz nevezte ki, ami Szeha részbeni függőségét jelenti, ugyanakkor ha valóban elődje fia volt, a kinevezés névleges jelentősége, pusztán a megerősítésre szorítkozó jellege is feltehető. A nyugat-anatóliai nevek azonban sokszor hasonlítanak egymásra, valamint írásmódjuk is elég esetleges az ékírásban és a luvi írásban is, így a kérdés teljes bizonyossággal nem eldönthető. (Például Kupanta-Kuruntasznak is volt Maszduri nevű fia.) II. Muvatallisz a kinevezés alkalmából saját húgát, Masszanaucciszt adta hozzá feleségül. Az egyelőre jórészt ismeretlen államközi kapcsolatok és viszonyok mai értelmezése szerint Szeha Arzava része volt, de ez időben a hettiták gyakoroltak felette ellenőrzést.
Maszturi neve az Alakszandusz-szerződésben (CTH#76), a Tawagalawa-levélben, az I. Sausgamuva amurrui királlyal kötött szerződésben (CTH#105) és Hattuszilisz Bocsánatkérésében is feltűnik. Maszturi a házassága révén mindenképp rokonságba került az arzavai Mira és Kuvalijasz tartományok urával, Maszkhuiluvával (akinek felesége I. Szuppiluliumasz Muvatti nevű leánya volt, vagyis Masszanauccisz nagynénje), valamint Masszanauccisz unokahúga révén I. Sausgamuva amurrui királlyal is.
III. Hattuszilisz személyesen járt Szeha királyságban. A viszony jó volt közöttük, lévén egyébként is sógorok, valamint azon okból, hogy Maszturi Hattusziliszt támogatta a III. Murszilisz elleni polgárháborúban is, sőt a Lukka (Tavagalavasz) elleni hadjáratában is. III. Tudhalijasz idején valószínűleg egy ahhijavai lázadás vetett véget Maszturi uralkodásának. Ez közvetve abból következik, hogy Tarhuntaradu nyugati lázadásának leírása után Maszturi neve többet nem tűnik fel a hettita forrásokban, sőt Szeha tartományé sem. Valószínűleg az egész terület Ahhijava fennhatósága alá került.

## Külső hivatkozások
- Hittites.info
- Itamar Singer: Western Anatolia in the Thirteenth Century B.C. – According to the Hittite Sources
- Amnon Altman: Rethinking the Hittite System of Subordinate Countries from the Legal Point of View, Journal of the American Oriental Society, 2003.
- The failed reforms of Akhenaten and Muwatalli by Itamar Singer in British Museum Studies in Ancient Egypt and Sudan (BMSAES) 6(2006), pp.37-58